# Abyaneh
Abyaneh este un oraș din Iran.